# Altmann II. von Abensberg
Altmann II. von Abensberg († 1241) war ein Angehöriger des Grafengeschlechts der Abensberger, der aber nicht, wie auch sein Vater Wernher von Abensberg und seine Söhne, den Titel „Graf“ führen durfte. Altmann II. war verheiratet mit einer Tochter von Heinrich von Stein, dem Herrscher über Altmannstein. Als dessen Sohn Ulrich von Stein 1232 starb, erhielt Altmann II. dessen Besitzungen und errichtete die Burg Altmannstein. Der Ort Altmannstein erhielt von Altmann II. seinen Namen. Außerdem war Altmann seit 1232 Vogt des Klosters Biburg.

## Nachfolger
- Otto von Abensberg und von Stein († 1285), Vogt von Schamhaupten
- Ulrich I. († 1299)
- Altmann IV. von Stein, Domherr in Regensburg